# Калинівка (Броварський район)
Кали́нівка (МФА: [kɐˈɫɪɲiu̯kɐ] ( прослухати)) — селище в Броварському районі Київської області. Адміністративний центр Калинівської селищної громади.  Розташоване за 25 км від Києва та за 7 км від Броварів. Населення — 3972 жителів (2021).
Діють ВАТ «Комбінат „Тепличний“», ВАТ «Калинівський завод „Будперліт“», торговельний центр, будинок культури, спортивний зал, бібліотека, школа, дитячий садок, колективи художньої самодіяльності.

## Історія

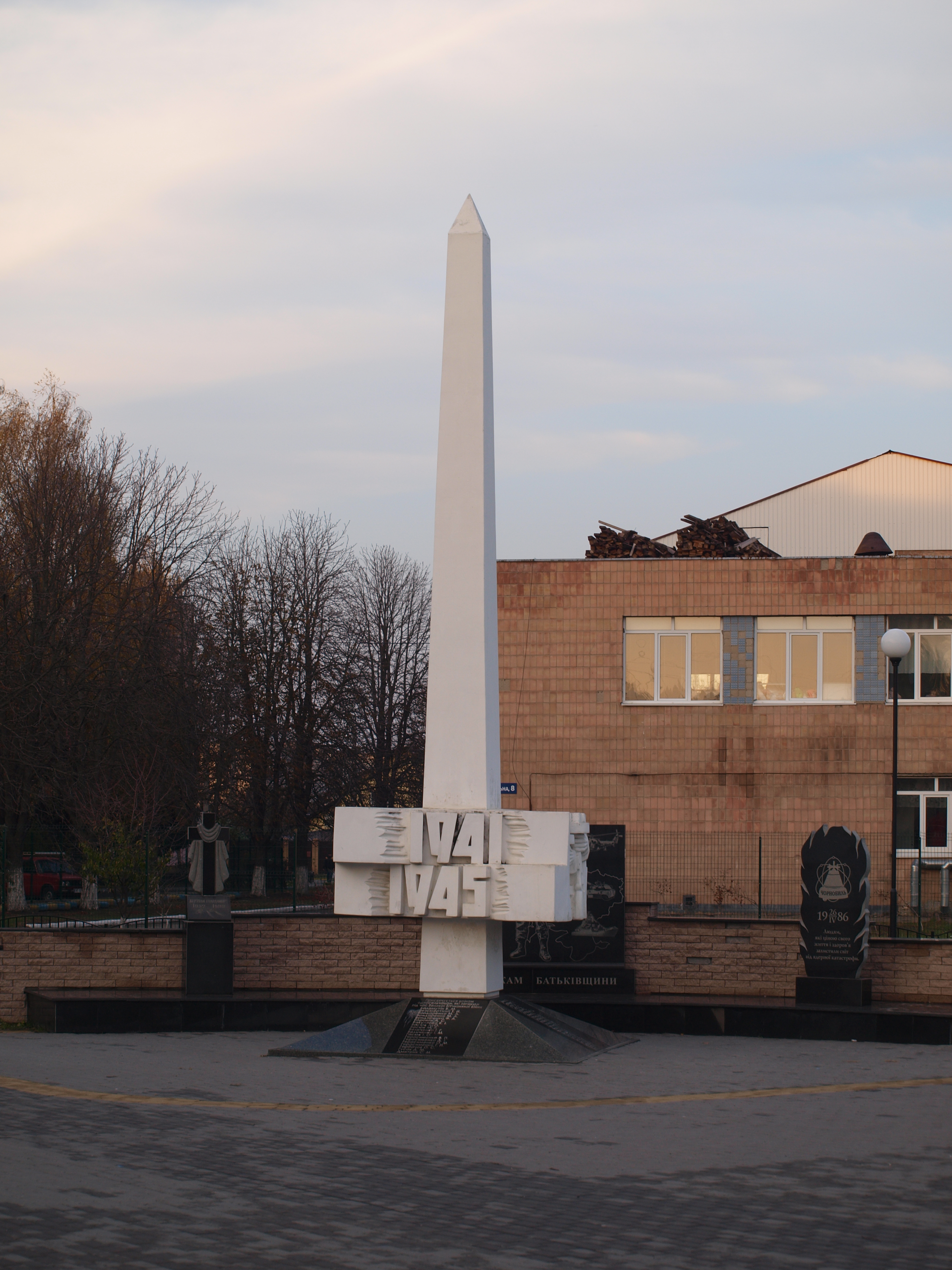
Пам'ятник

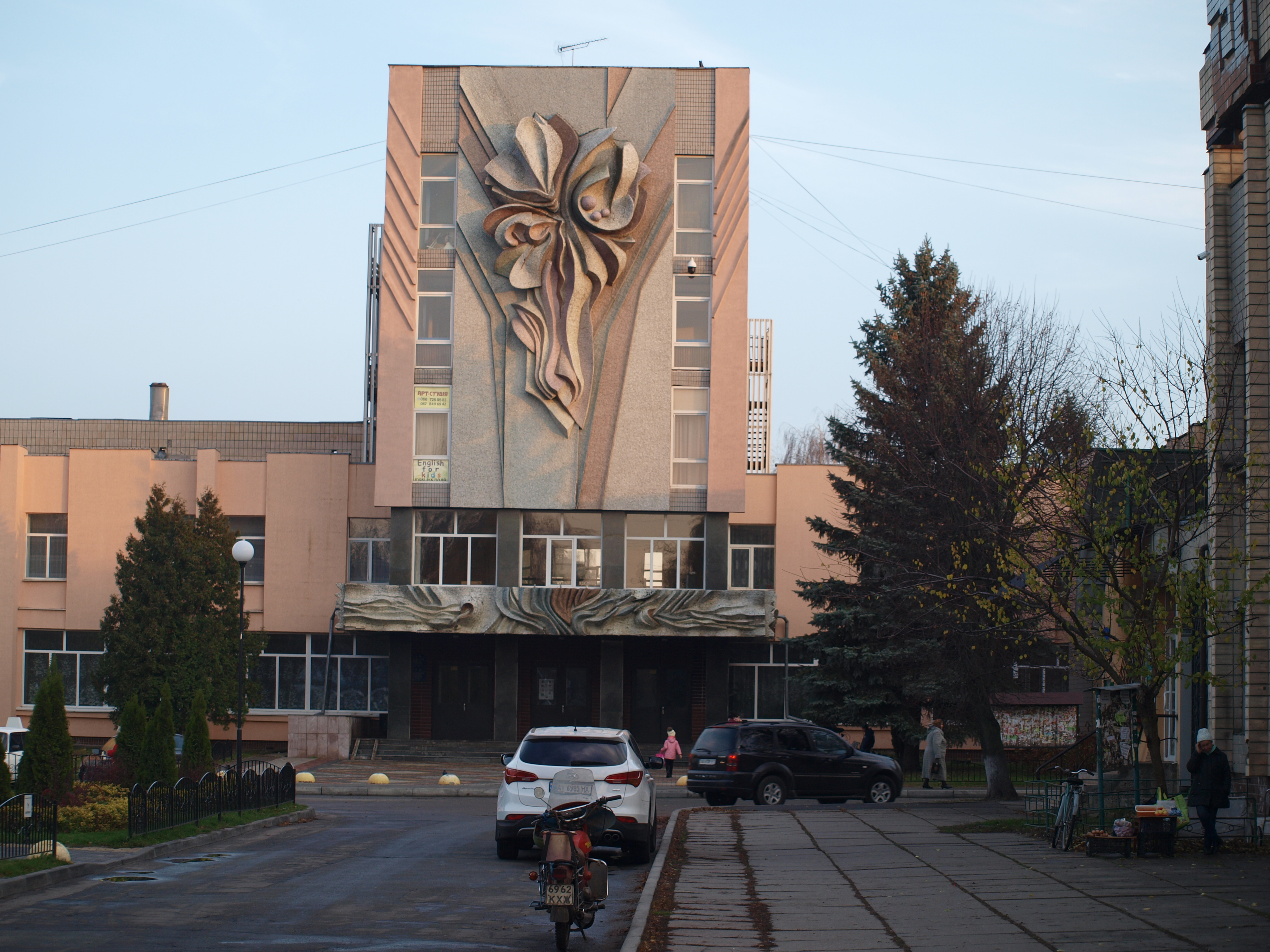
Будинок культури

Засноване село Калинівка у 1928 р. в урочищі Калиновий Кущ. 1930 р. — утворено колгосп ім. Котовського. 
В 1941 р. на рубежі сіл Калинівка — Красилівка — Рожівка проходила лінія оборони. У вересні 1941 року відступ частин Червоної Армії прикривали кілька полків НКВС, зокрема, бійці першого та другого батальйонів четвертого полку НКВС та кілька рот 227-го полку НКВС. 16-17 вересня 1941 року на ділянці першого батальйону 227 полку противник силою до двох піхотних полків при підтримці танкового батальйону та двох артилерійських дивізіонів намагався прорватися по дорозі в районі Калинівки до Києва. Багаторазові атаки ворога були відбиті з великими для нього втратами. 18 вересня ворог спрямував головний удар у напрямку шляху, який обороняла перша кулеметна рота полку. Атака німців була відбита гвинтівочно-кулеметним вогнем. Загалом оборона Києва на Калиновському рубежі тривала 15 днів. Подальший шлях солдатів та офіцерів 227-го полку назавжди загубився серед лісів та боліт Калинівки.
У повоєнний час збудовано школу, бібліотеку, прокладено асфальтову дорогу для сполучення з Броварами. 15 квітня 1966 р. утворено Калинівську сільську раду із центром у с. Калинівка (підпорядковано також: Перемога, Скибин, Квітневе). Встановлено монумент загиблим солдатам охоронного полку НКВС і київським ополченцям. За станом на 1 січня 1968 р. на території сільради проживало 2187 осіб, з яких 831 — в Калинівці. З листопада 1995 р. на території сіл Калинівської сільради діють храми Української православної церкви Московського патріархату, Церква євангельських християн-баптистів. 23 січня 2003 р. Київська обласна рада двадцять четвертого скликання рішенням № 076-06-XXIV відносить Калинівку Броварського району до категорії селищ міського типу. 
12 червня 2020 року селище стало центром новоутвореної Калинівської селищної громади.
27 листопада 2021 поблизу Калинівки активісти вуличного руху «Гонор», який складається, зокрема, з колишніх бійців полку «Азов» і «Національного корпусу», зруйнували пам'ятник НКВД.

## Населення

### Мова
Розподіл населення за рідною мовою за даними перепису 2001 року:
| Мова            | Кількість | Відсоток |
| --------------- | --------- | -------- |
| українська      | 3639      | 93.84%   |
| російська       | 217       | 5.60%    |
| білоруська      | 5         | 0.13%    |
| вірменська      | 4         | 0.10%    |
| румунська       | 3         | 0.08%    |
| угорська        | 1         | 0.02%    |
| інші/не вказали | 9         | 0.23%    |
| Усього          | 3878      | 100%     |

## Освіта
До війни 1941 р. діти с. Калинівка здобували початкову освіту в школі х. Скибин, у селянській хаті. Директором працював І. Ю. Мельник, учителювали О. І., Ф. А. та І. Ю. Чередниченки. Закінчивши чотири класи, діти продовжували навчання в с. Велика Димерка або у Броварській школі № 1. Під час війни х. Скибин було спалено німцями.
1943 р. школу відкрили в сільській хаті Калинівки. Першими вчительками були Г. Ф. Бобко та М. П. Хмельницька (Постол), зі Скибина перейшли працювати М. А. Пікож і М. П. Барабанюк, якого призначили директором початкової школи. З 1946 до 1949 року була збудована семирічна школа. За кілька років біля школи збудували сільський клуб і навчання з 5-го до 7-го класу організували в клубі. Навчалися у дві зміни: 1-2 класи у першу зміну (до обіду), решта — у другу зміну.
14 липня 1957 року за розпорядженням Міністерства культури у Калинівці було створена сільська бібліотека, книжковий фонд якої налічував 32 книги.
Під час післявоєнної відбудови села, для працівників Київського цегляного заводу було зведено гуртожиток. Цю двоповерхову споруду 1958 р. переобладнали у восьмирічну школу, розраховану на навчання 300 дітей, директором якої спочатку був Шатенко, а потім А. А. Новохат.
На початку 1970-х років у школі працювало 20 учителів, 9 з них мали вищу освіту, 5 — незакінчену вищу, 6 — спеціальну. У школі навчалися 264 учні. Книжковий фонд сільської бібліотеки у 1973 році налічував 8164 книги.
У 1981 р. завдяки керівництву радгоспу-комбінату «Тепличний», було побудовано нове шкільне приміщення. Понад 20 років поспіль цей заклад очолює М. Г. Юрах. У школі працює 50 учителів. Серед педагогічного колективу три вчителі-методисти, 15 мають вищу категорію, решта — спеціалісти І-ІІ категорії.
За період з 1981 до 2001 року школу закінчили 647 учнів, з них 33 із золотими медалями, 21 — із срібними. Вищу освіту здобули 57 учнів.
У 90-х роках XX ст. Володимир Чернишенко придбав у Спілці письменників України майже 5 тисяч книг і подарував їх Калинівській сільській бібліотеці. Станом на червень 1999 року фонд сільської бібліотеки налічував 10021 книгу, 15 назв газетних та 10 журнальних видань.

## Спорт

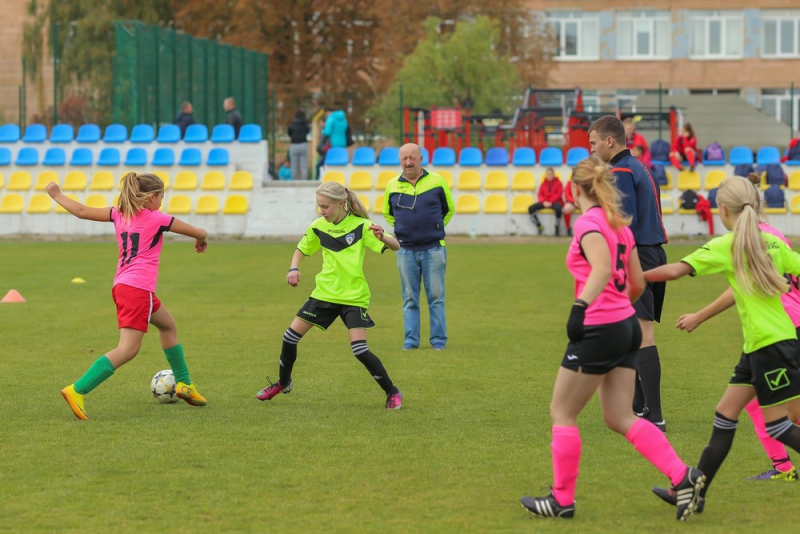
Футбол

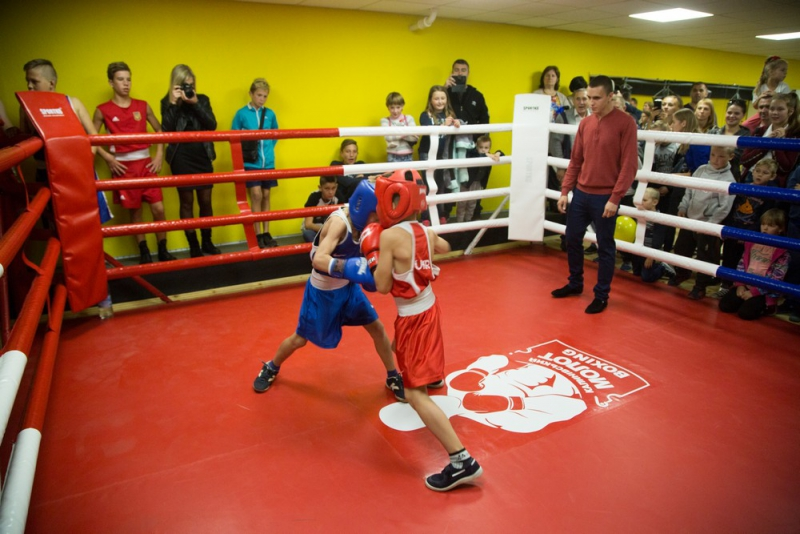
Бокс

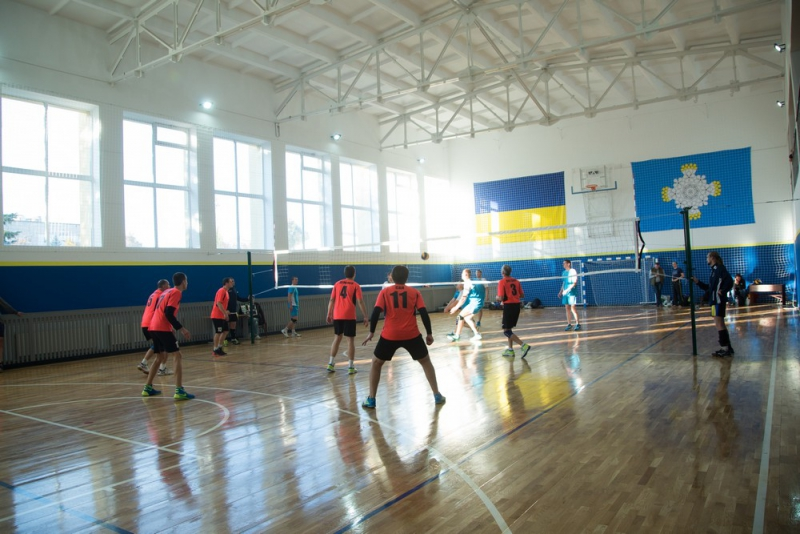
Волейбол

До 1978 року в селі не було надано переваги жодному виду спорту. Зусиллями місцевого спорторганізатора Олександра Неділько (працював будівельником овочевого комбінату) стали працювати секції з настільного тенісу, волейболу, баскетболу, гандболу, хокею та футболу.

### Бокс
У грудні 1986 року в спортивному комплексі ВАТ «Тепличний» пройшла першість Київської обласної ради ДСТ «Колос» з боксу серед юнаків 1970—1971 і 1972—1973 років народження. Переможців змагань (В. Осипов, О.Шакун, О.Дзінзірук, О.Гудзь, Ю.Вербицький, Ю.Ткаченко, С.Вдовиченко, К.Оряк, О.Матушкін) підготували тренери — майстри спорту Леонід Коварський та Микола Миронець.
1997 року за вагомий внесок у підготовку спортсменів (підготував 80 першорозрядників, 10 кандидатів у майстри спорту, 4 майстри спорту, 1 майстра міжнародного класу і 1 заслуженого майстра спорту з боксу) Л. Коварському присвоєно почесне звання Заслуженого тренера України. У 1997, 1999, 2000 роках Федерація боксу України нагородила Л.Коварського дипломом «Найкращий тренер України».
У серпні 2000 року Київщина взяла участь у перших змаганнях із боксу за програмою Всеукраїнських спортивних ігор, калинівська команда боксерів здобула перемогу в командному заліку. Високий рівень спортсменів відмітили і спеціалісти з боксу у 2010 році, під час II етапу матчевої зустрічі між збірними командами України та Київської області.

### Футбол
У 1986 році футбольна команда ВАТ «Тепличний» вперше виграла Кубок Броварського району з футболу «Золота осінь» і була нагороджена дипломом першого ступеня.

## Вулиці

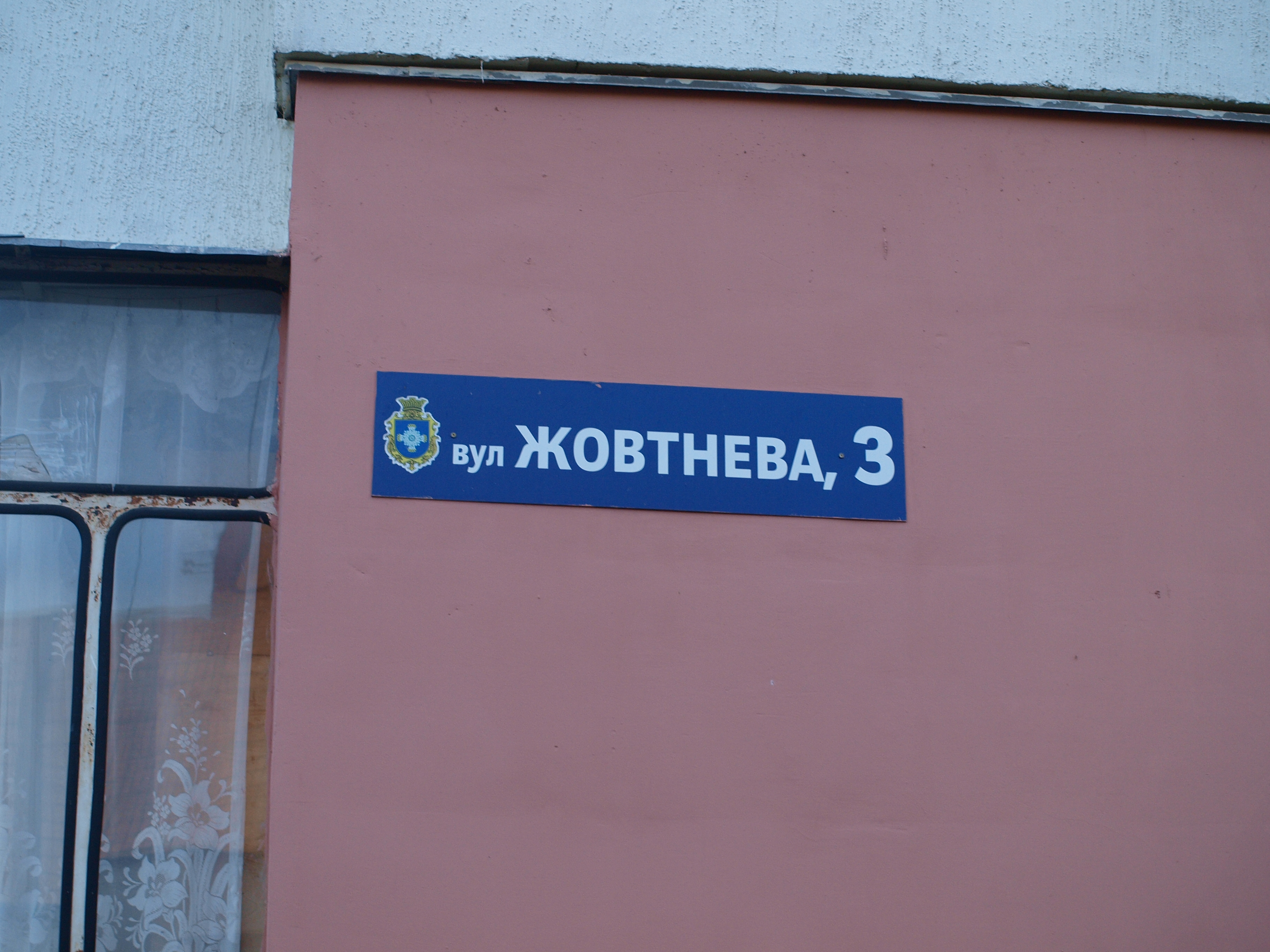
Вулиця Жовтнева

| Назва за абеткою | Тип      |
| ---------------- | -------- |
| Антоненка        | вулиця   |
| Гагаріна         | вулиця   |
| Ігорєва          | вулиця   |
| Лісова           | вулиця   |
| Миру             | вулиця   |
| Молодіжна        | вулиця   |
| Північна         | вулиця   |
| Садова           | вулиця   |
| Тітова           | вулиця   |
| Новий            | провулок |
| Жовтнева         | вулиця   |
| Північна         | вулиця   |
| Садова           | вулиця   |
| Травнева         | вулиця   |
| Травневий        | провулок |
| Тітова           | вулиця   |
| Чернігівська     | вулиця   |
| Шкільна          | вулиця   |

## Галерея

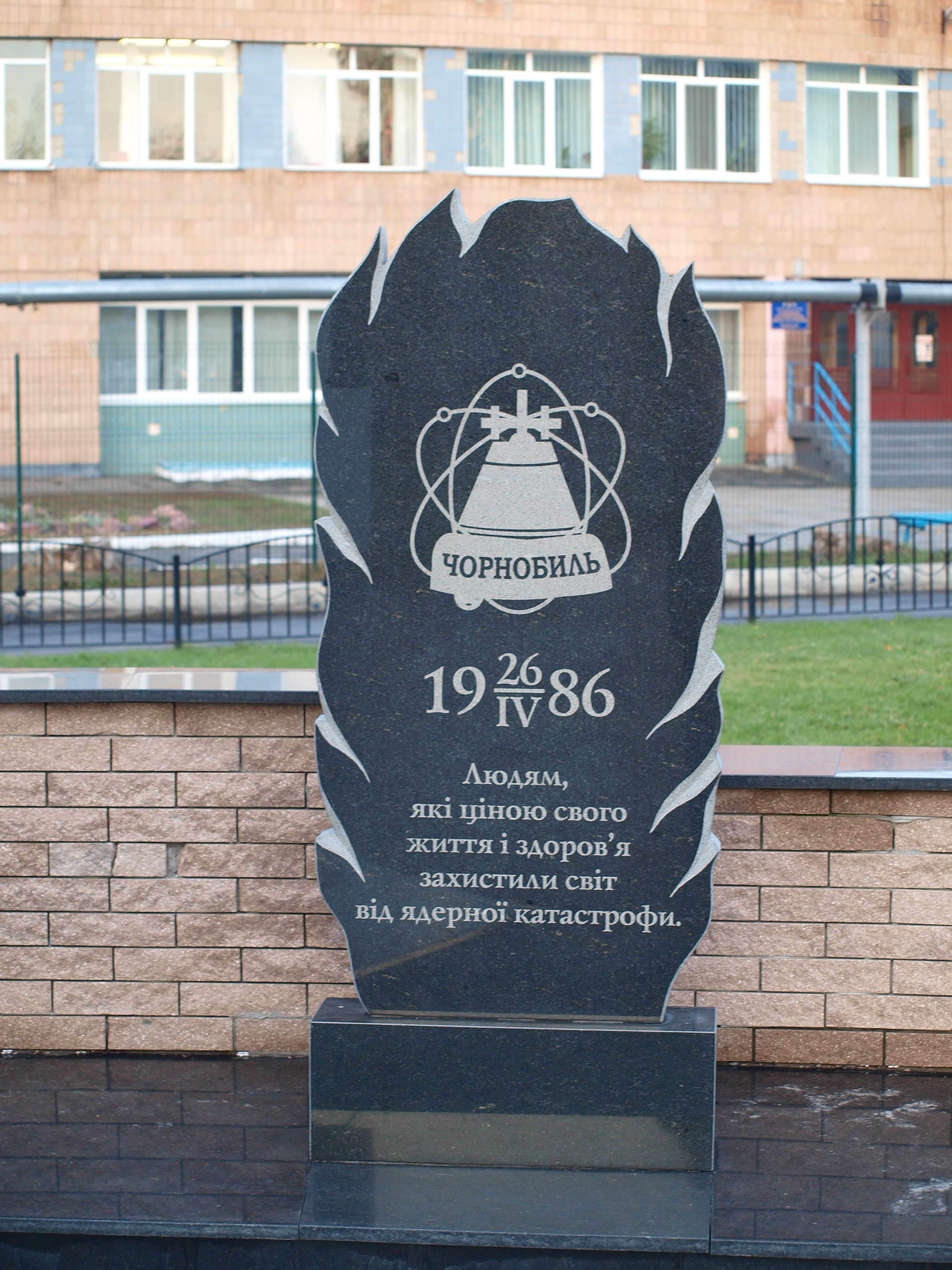
Памятник загиблим під час Чорнобильської трагедії
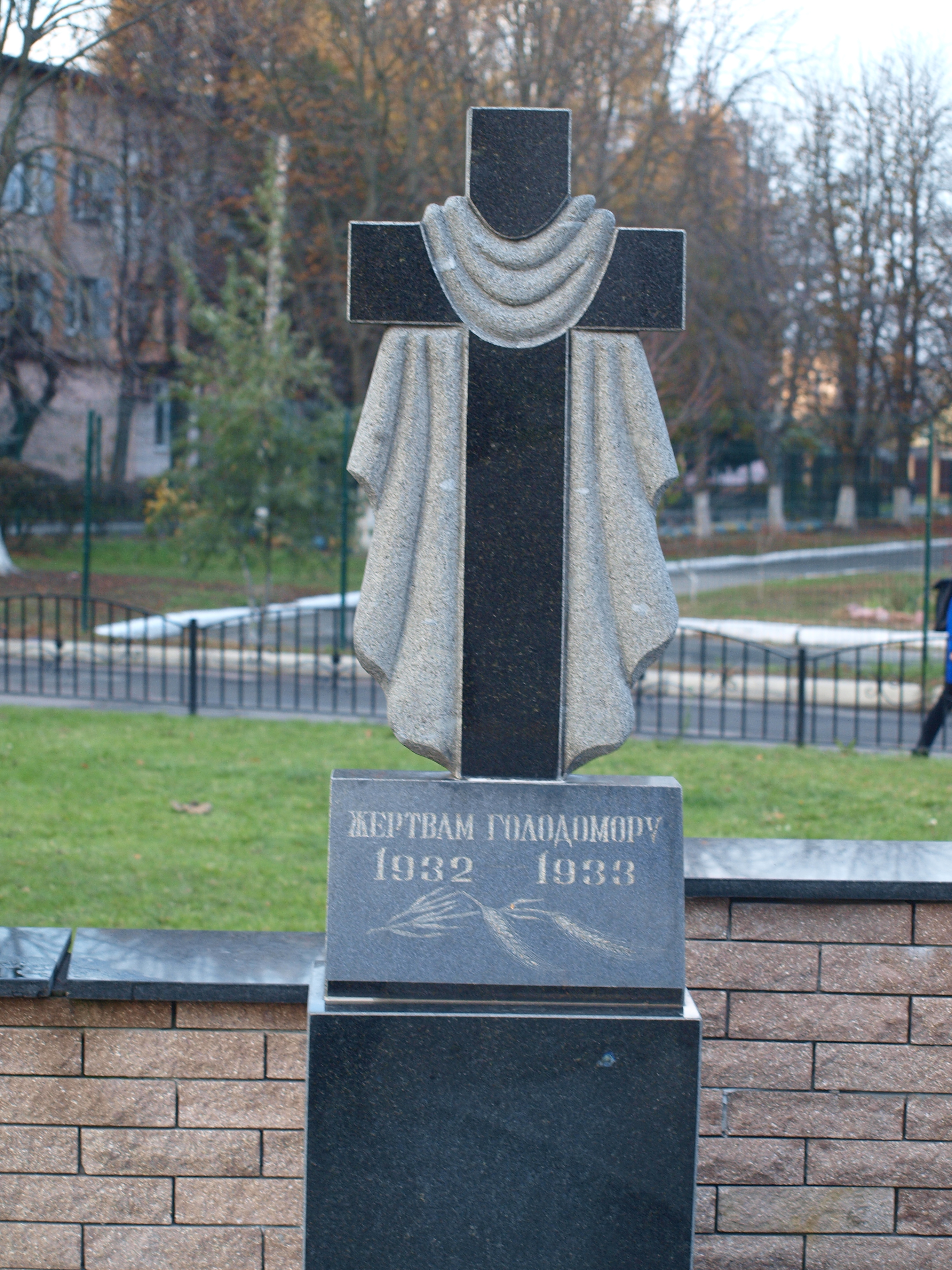
Памятник " Жертвам Голодомору"
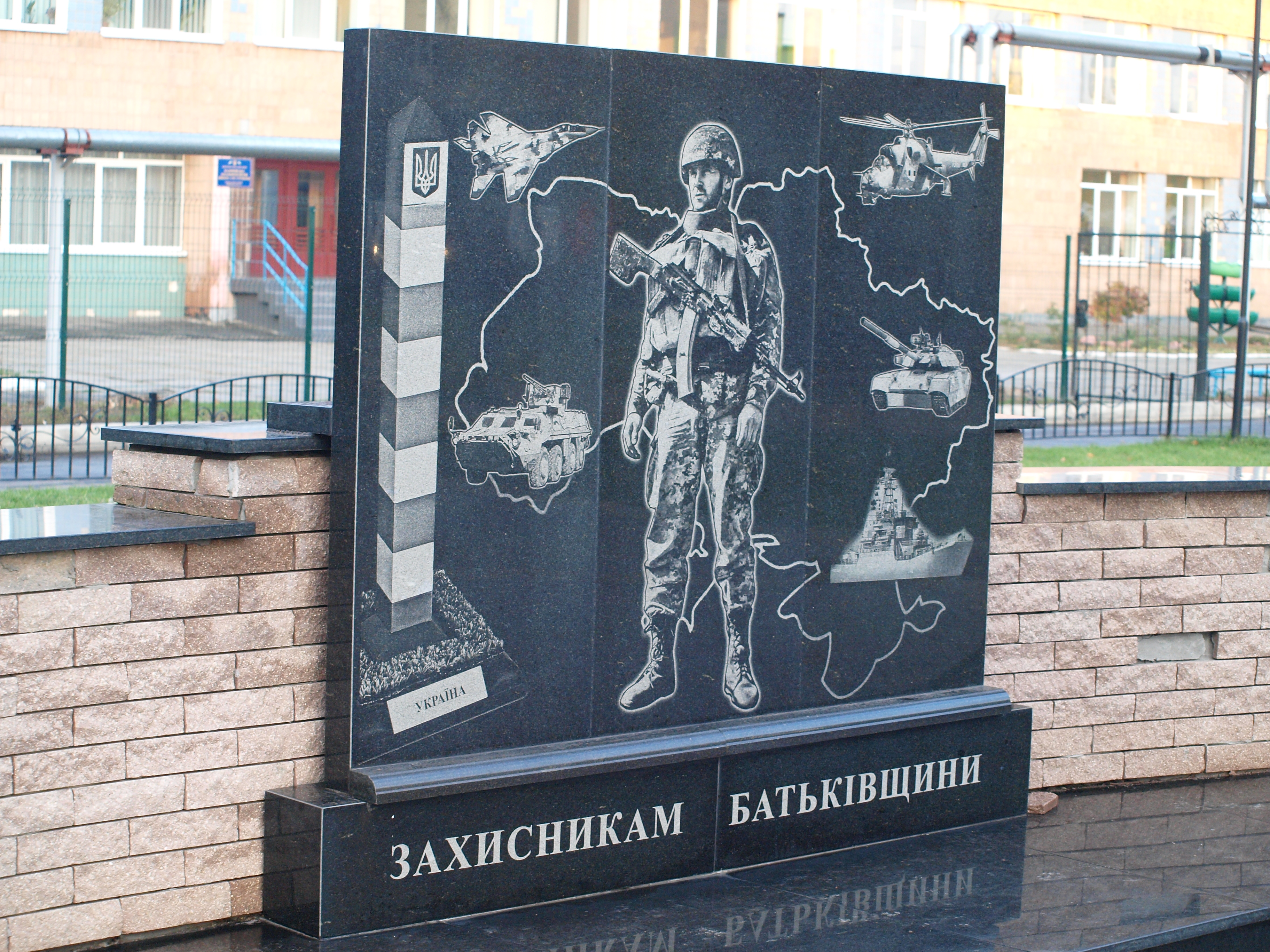
Памятник " Захисникам Батьківщини"
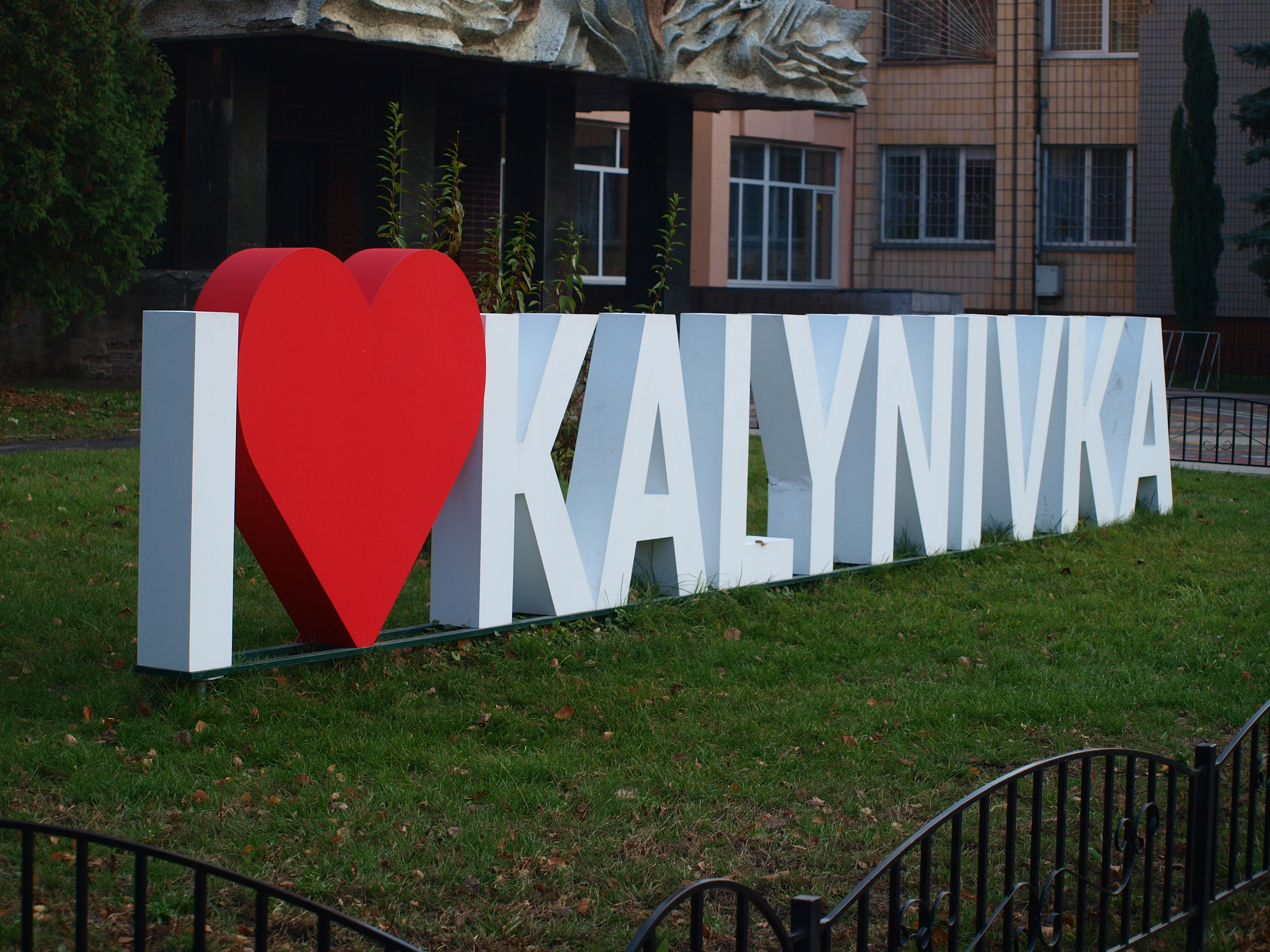
Фотозона " I love Kalynivka"
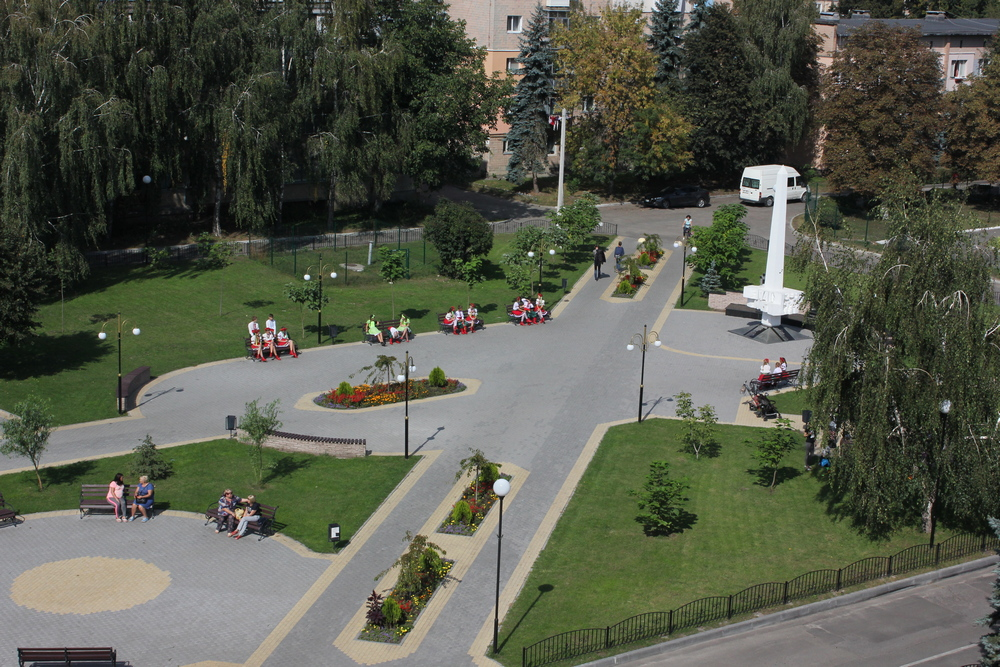
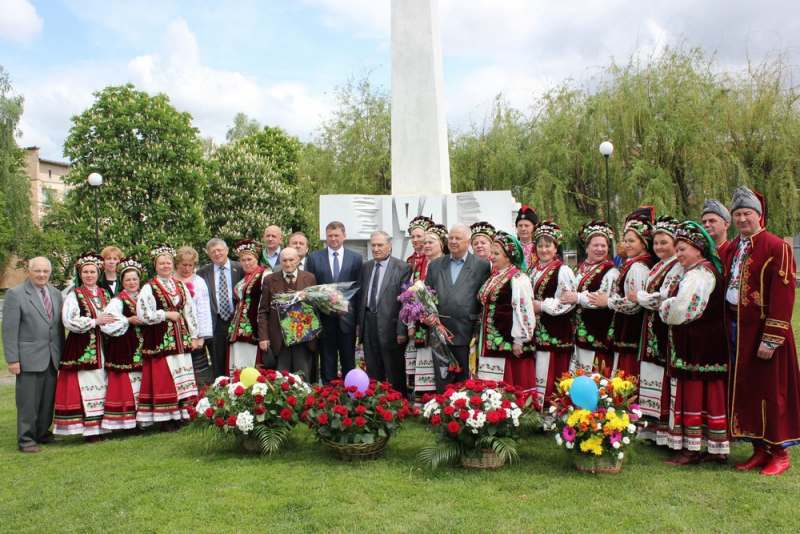
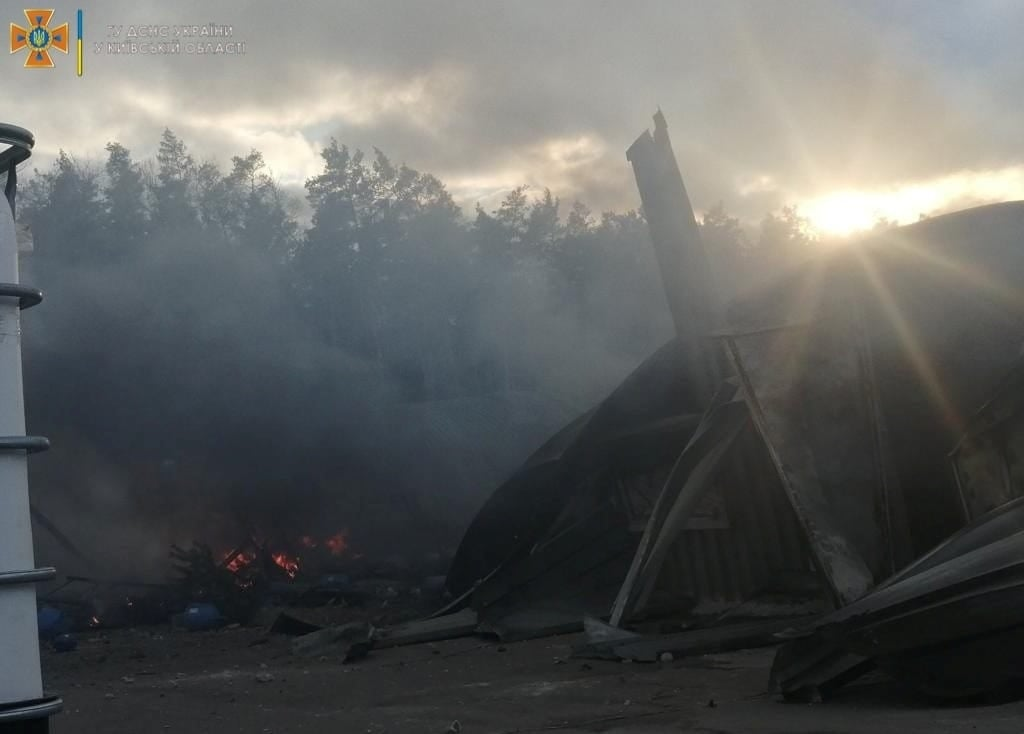
Руйнування під час російського вторгнення